# Collegio elettorale di Lecco (Senato della Repubblica)
Il collegio di Lecco fu un collegio elettorale uninominale della Repubblica Italiana appartenente alla Circoscrizione Lombardia; fu utilizzato per eleggere un senatore della Repubblica dalla I alla XIV legislatura, sebbene con forme diverse e sistemi elettorali diversi.

## Storia
Il collegio venne creato nel 1948 secondo la legge n. 29 del 6 febbraio 1948 la quale, pur basandosi sull'impianto proporzionale in vigore per la Camera, rispetto a quest'ultima conteneva alcuni piccoli correttivi in senso maggioritario. Tale legge ebbe il suo definitivo perfezionamento col Testo Unico n. 361 del 1957. Differentemente dalla Camera, la legge elettorale del Senato si articolava su base regionale, seguendo il dettato costituzionale (art.57). Ogni Regione era suddivisa in tanti collegi uninominali quanti erano i seggi ad essa assegnati. All'interno di ciascun collegio, veniva eletto il candidato che avesse raggiunto il quorum del 65% delle preferenze: tale soglia, oggettivamente di difficilissimo conseguimento, tradiva l'impianto proporzionale su cui era concepito anche il sistema elettorale della Camera Alta. Qualora, come normalmente avveniva, nessun candidato avesse conseguito l'elezione, i voti di tutti i candidati venivano raggruppati in liste di partito a livello regionale, dove i seggi venivano allocati utilizzando il metodo D'Hondt delle maggiori medie statistiche e quindi, all'interno di ciascuna lista, venivano dichiarati eletti i candidati con le migliori percentuali di preferenza.
Nel 1993, con la cosiddetta Legge Mattarella (Legge n. 276, Norme per l'elezione del Senato della Repubblica), attuata in seguito al referendum abrogativo del 1993, venne istituito per la Camera dei deputati e per il Senato della Repubblica un sistema di elezione misto, in parte maggioritario e in parte proporzionale. Il 75% dei parlamentari dell'assemblea veniva eletto in collegi uninominali tramite sistema maggioritario a turno unico; il restante 25% al Senato veniva eletto tramite recupero proporzionale dei più votati non eletti attraverso un meccanismo di calcolo denominato "scorporo", cioè sottraendo dal conteggio dei voti totali di una lista nella parte proporzionale i voti ottenuti dai candidati collegati alla medesima lista che erano eletti nei collegi uninominali con il sistema maggioritario.
Il collegio venne abolito insieme a tutti gli altri che costituivano il Senato con la promulgazione della legge elettorale successiva, la cosiddetta Legge Calderoli. Questa prevedeva un sistema proporzionale con premio di maggioranza, che al Senato veniva attribuito a livello regionale.

## 1948-1993

### Territorio
Il collegio di Lecco era uno dei 31 collegi uninominali in cui era suddivisa la Lombardia; era compreso nelle province di Bergamo, di Lecco e di Milano e comprendeva i seguenti comuni: Abbadia Lariana, Airuno, Annone di Brianza, Ballabio, Barzio, Bellano, Brivio, Caglio, Calolziocorte, Calusco d'Adda, Carenno, Carvico, Casargo, Casatenovo, Castello di Brianza, Cernusco Montevecchia, Cesello Brianza, Civate, Colico, Colle Brianza, Cornate d'Adda, Cortenova, Cremeno, Dervio, Dolzago, Ello, Erve, Esino Lario, Galbiate, Garlate, Introbio, Introzzo, Lecco, Lierna, Lomagna, Malgrate, Mandello del Lario, Margno, Merate, Missaglia, Monte Marenzo, Monticello, Morterone, Oggiono, Olgiate Calco, Olginate, Oliveto Lario, Osnago, Paderno d'Adda, Pagnona, Parlasco, Pasturo, Premana, Primaluna, Robbiate, Santa Marai di Rovagnate, Sirone, Sueglio, Taceno, Tremenico, Valbrona, Valgreghentino, Valmadrera, Varenna, Vendrogno, Vercurago, Verderio Inferiore, Verderio Superiore, Vestreno e Villa d'Adda.

### Dati elettorali

#### I legislatura
|                               | Enrico Falck ✔️ Eletto | Democrazia Cristiana                             | 69 735  | 66,31 |  |  |  |  |  |
|                               | Ugo Festini            | Fronte Democratico Popolare                      | 25 283  | 24,04 |  |  |  |  |  |
|                               | Mario Borsa            | Unità Socialista - Partito Repubblicano Italiano | 7 533   | 7,16  |  |  |  |  |  |
|                               | Giuseppe Sala          | Blocco Nazionale                                 | 2 613   | 2,48  |  |  |  |  |  |
| Totale                        | Totale                 | Totale                                           | 105 164 | 100   |  |  |  |  |  |
|                               |                        |                                                  |         |       |  |  |  |  |  |
| Voti non validi               | Voti non validi        | Voti non validi                                  | 5 888   | 5,30  |  |  |  |  |  |
| Votanti                       | Votanti                | Votanti                                          | 111 052 | 95,58 |  |  |  |  |  |
| Elettori                      | Elettori               | Elettori                                         | 116 191 |       |  |  |  |  |  |
|                               |                        |                                                  |         |       |  |  |  |  |  |
| Data: 18 aprile 1948          |                        |                                                  |         |       |  |  |  |  |  |
| Fonte: Ministero dell'interno |                        |                                                  |         |       |  |  |  |  |  |

#### II legislatura
|                                                                                | Ennio Zelioli Lanzini   | Democrazia Cristiana                    | 44 442  | 38,93 |  |  |  |  |  |
|                                                                                | Antonio Banfi ✔️ Eletto | Partito Comunista Italiano              | 29 193  | 25,58 |  |  |  |  |  |
|                                                                                | Rodolfo Morandi         | Partito Socialista Italiano             | 24 867  | 21,79 |  |  |  |  |  |
|                                                                                | Cristoforo Bignamini    | Partito Socialista Democratico Italiano | 4 638   | 4,06  |  |  |  |  |  |
|                                                                                | Alfredo Camozzi         | Partito Liberale Italiano               | 3 764   | 3,30  |  |  |  |  |  |
|                                                                                | Rosolino Dossena        | Movimento Sociale Italiano              | 3 513   | 3,08  |  |  |  |  |  |
|                                                                                | Manfredo Bellini        | Partito Nazionale Monarchico            | 2 008   | 1,76  |  |  |  |  |  |
|                                                                                | Valentino Merli         | Partito Repubblicano Italiano           | 705     | 0,62  |  |  |  |  |  |
|                                                                                | Vittorio Dotti          | Unità Popolare                          | 623     | 0,55  |  |  |  |  |  |
|                                                                                | Francesco Scoccimarro   | Alleanza Democratica Nazionale          | 259     | 0,23  |  |  |  |  |  |
|                                                                                | Alfredo Romanini        | Altri gruppi                            | 133     | 0,12  |  |  |  |  |  |
| Totale                                                                         | Totale                  | Totale                                  | 114 145 | 100   |  |  |  |  |  |
|                                                                                |                         |                                         |         |       |  |  |  |  |  |
| Voti non validi                                                                | Voti non validi         | Voti non validi                         | 4 522   | 3,81  |  |  |  |  |  |
| Votanti                                                                        | Votanti                 | Votanti                                 | 118 667 | 97,16 |  |  |  |  |  |
| Elettori                                                                       | Elettori                | Elettori                                | 122 132 |       |  |  |  |  |  |
|                                                                                |                         |                                         |         |       |  |  |  |  |  |
| Nota: quorum del 65% non raggiunto; ripartizione dei seggi a livello regionale |                         |                                         |         |       |  |  |  |  |  |
| Data: 7 giugno 1953                                                            |                         |                                         |         |       |  |  |  |  |  |
| Fonte: Ministero dell'interno                                                  |                         |                                         |         |       |  |  |  |  |  |

#### III legislatura
|                                                                                | Pietro Amigoni ✔️ Eletto   | Democrazia Cristiana                    | 71 144  | 58,14 |  |  |  |  |  |
|                                                                                | Giovanni Sorito            | Partito Socialista Italiano             | 18 617  | 15,21 |  |  |  |  |  |
|                                                                                | Arturo Visioli             | Partito Comunista Italiano              | 15 581  | 12,73 |  |  |  |  |  |
|                                                                                | Giovanni Giuseppe Bonacini | Partito Socialista Democratico Italiano | 5 963   | 4,87  |  |  |  |  |  |
|                                                                                | Camillo Tacchi             | Partito Liberale Italiano               | 3 741   | 3,06  |  |  |  |  |  |
|                                                                                | Giancarlo Longinotti       | Partito Nazionale Monarchico            | 2 578   | 2,11  |  |  |  |  |  |
|                                                                                | Ferruccio Mascherpa        | Movimento Sociale Italiano              | 2 378   | 1,94  |  |  |  |  |  |
|                                                                                | Giovanni Battista Cugnasca | Partito Monarchico Popolare             | 1 593   | 1,30  |  |  |  |  |  |
|                                                                                | Renato Alessandro Carpani  | PRI - PR                                | 775     | 0,63  |  |  |  |  |  |
| Totale                                                                         | Totale                     | Totale                                  | 122 370 | 100   |  |  |  |  |  |
|                                                                                |                            |                                         |         |       |  |  |  |  |  |
| Voti non validi                                                                | Voti non validi            | Voti non validi                         | 4 924   | 3,87  |  |  |  |  |  |
| Votanti                                                                        | Votanti                    | Votanti                                 | 127 294 | 96,82 |  |  |  |  |  |
| Elettori                                                                       | Elettori                   | Elettori                                | 131 477 |       |  |  |  |  |  |
|                                                                                |                            |                                         |         |       |  |  |  |  |  |
| Nota: quorum del 65% non raggiunto; ripartizione dei seggi a livello regionale |                            |                                         |         |       |  |  |  |  |  |
| Data: 25 maggio 1958                                                           |                            |                                         |         |       |  |  |  |  |  |
| Fonte: Ministero dell'interno                                                  |                            |                                         |         |       |  |  |  |  |  |

#### IV legislatura
|                                                                                | Pietro Amigoni ✔️ Eletto | Democrazia Cristiana                    | 70 926  | 54,80 |  |  |  |  |  |
|                                                                                | G. Isacchi               | Partito Socialista Italiano             | 19 490  | 15,06 |  |  |  |  |  |
|                                                                                | Gabriele Invernizzi      | Partito Comunista Italiano              | 17 109  | 13,22 |  |  |  |  |  |
|                                                                                | L. Grassi                | Partito Liberale Italiano               | 11 041  | 8,53  |  |  |  |  |  |
|                                                                                | G. Bianconi              | Partito Socialista Democratico Italiano | 8 180   | 6,32  |  |  |  |  |  |
|                                                                                | G. Ajmoni Cat            | Movimento Sociale Italiano              | 2 674   | 2,07  |  |  |  |  |  |
| Totale                                                                         | Totale                   | Totale                                  | 129 420 | 100   |  |  |  |  |  |
|                                                                                |                          |                                         |         |       |  |  |  |  |  |
| Voti non validi                                                                | Voti non validi          | Voti non validi                         | 6 071   | 4,48  |  |  |  |  |  |
| Votanti                                                                        | Votanti                  | Votanti                                 | 135 491 | 96,92 |  |  |  |  |  |
| Elettori                                                                       | Elettori                 | Elettori                                | 139 803 |       |  |  |  |  |  |
|                                                                                |                          |                                         |         |       |  |  |  |  |  |
| Nota: quorum del 65% non raggiunto; ripartizione dei seggi a livello regionale |                          |                                         |         |       |  |  |  |  |  |
| Data: 28 aprile 1963                                                           |                          |                                         |         |       |  |  |  |  |  |
| Fonte: Ministero dell'interno                                                  |                          |                                         |         |       |  |  |  |  |  |

#### V legislatura
|                                                                                | Tommaso Morlino ✔️ Eletto | Democrazia Cristiana          | 75 033  | 54,26 |  |  |  |  |  |
|                                                                                | G. Arlati                 | PSI-PSDI Unificati            | 24 620  | 17,80 |  |  |  |  |  |
|                                                                                | A. Sironi                 | PCI - PSIUP                   | 23 883  | 17,27 |  |  |  |  |  |
|                                                                                | G. Todeschini             | Partito Liberale Italiano     | 10 736  | 7,76  |  |  |  |  |  |
|                                                                                | Antonio Somasca           | Movimento Sociale Italiano    | 2 943   | 2,13  |  |  |  |  |  |
|                                                                                | G. Benvenuti              | Partito Repubblicano Italiano | 1 066   | 0,77  |  |  |  |  |  |
| Totale                                                                         | Totale                    | Totale                        | 138 281 | 100   |  |  |  |  |  |
|                                                                                |                           |                               |         |       |  |  |  |  |  |
| Voti non validi                                                                | Voti non validi           | Voti non validi               | 6 709   | 4,63  |  |  |  |  |  |
| Votanti                                                                        | Votanti                   | Votanti                       | 144 990 | 97,13 |  |  |  |  |  |
| Elettori                                                                       | Elettori                  | Elettori                      | 149 281 |       |  |  |  |  |  |
|                                                                                |                           |                               |         |       |  |  |  |  |  |
| Nota: quorum del 65% non raggiunto; ripartizione dei seggi a livello regionale |                           |                               |         |       |  |  |  |  |  |
| Data: 19 maggio 1968                                                           |                           |                               |         |       |  |  |  |  |  |
| Fonte: Ministero dell'interno                                                  |                           |                               |         |       |  |  |  |  |  |

#### VI legislatura
|                                                                                | Tommaso Morlino ✔️ Eletto | Democrazia Cristiana                    | 77 534  | 52,72 |  |  |  |  |  |
|                                                                                | P. Losi                   | PCI - PSIUP                             | 23 996  | 16,32 |  |  |  |  |  |
|                                                                                | G. Arlati                 | Partito Socialista Italiano             | 19 197  | 13,05 |  |  |  |  |  |
|                                                                                | L. Dubini                 | Partito Socialista Democratico Italiano | 10 492  | 7,13  |  |  |  |  |  |
|                                                                                | A. Manciucca              | Partito Liberale Italiano               | 7 751   | 5,27  |  |  |  |  |  |
|                                                                                | Antonio Somasca           | Movimento Sociale Italiano              | 5 186   | 3,53  |  |  |  |  |  |
|                                                                                | G. Valsecchi              | Partito Repubblicano Italiano           | 2 906   | 1,98  |  |  |  |  |  |
| Totale                                                                         | Totale                    | Totale                                  | 147 062 | 100   |  |  |  |  |  |
|                                                                                |                           |                                         |         |       |  |  |  |  |  |
| Voti non validi                                                                | Voti non validi           | Voti non validi                         | 5 871   | 3,84  |  |  |  |  |  |
| Votanti                                                                        | Votanti                   | Votanti                                 | 152 933 | 97,35 |  |  |  |  |  |
| Elettori                                                                       | Elettori                  | Elettori                                | 157 096 |       |  |  |  |  |  |
|                                                                                |                           |                                         |         |       |  |  |  |  |  |
| Nota: quorum del 65% non raggiunto; ripartizione dei seggi a livello regionale |                           |                                         |         |       |  |  |  |  |  |
| Data: 7 maggio 1972                                                            |                           |                                         |         |       |  |  |  |  |  |
| Fonte: Ministero dell'interno                                                  |                           |                                         |         |       |  |  |  |  |  |

#### VII legislatura
|                                                                                | Tommaso Morlino ✔️ Eletto        | Democrazia Cristiana                    | 80 971  | 52,25 |  |  |  |  |  |
|                                                                                | Sergio Zedda                     | Partito Comunista Italiano              | 35 370  | 22,82 |  |  |  |  |  |
|                                                                                | Guglielmo Gian Paolo Calvi Rossi | Partito Socialista Italiano             | 17 433  | 11,25 |  |  |  |  |  |
|                                                                                | Egidio Ariosto                   | Partito Socialista Democratico Italiano | 5 242   | 3,38  |  |  |  |  |  |
|                                                                                | Alessandro Villa                 | Partito Repubblicano Italiano           | 4 543   | 2,93  |  |  |  |  |  |
|                                                                                | Pietro Fiocchi                   | Partito Liberale Italiano               | 4 166   | 2,69  |  |  |  |  |  |
|                                                                                | Antonio Somasca                  | Movimento Sociale Italiano              | 4 039   | 2,61  |  |  |  |  |  |
|                                                                                | Pierfranco Mastalli              | Democrazia Proletaria                   | 2 301   | 1,48  |  |  |  |  |  |
|                                                                                | Arturo Schwarz                   | Partito Radicale                        | 915     | 0,59  |  |  |  |  |  |
| Totale                                                                         | Totale                           | Totale                                  | 154 980 | 100   |  |  |  |  |  |
|                                                                                |                                  |                                         |         |       |  |  |  |  |  |
| Voti non validi                                                                | Voti non validi                  | Voti non validi                         | 5 671   | 3,53  |  |  |  |  |  |
| Votanti                                                                        | Votanti                          | Votanti                                 | 160 651 | 96,41 |  |  |  |  |  |
| Elettori                                                                       | Elettori                         | Elettori                                | 166 637 |       |  |  |  |  |  |
|                                                                                |                                  |                                         |         |       |  |  |  |  |  |
| Nota: quorum del 65% non raggiunto; ripartizione dei seggi a livello regionale |                                  |                                         |         |       |  |  |  |  |  |
| Data: 20 giugno 1976                                                           |                                  |                                         |         |       |  |  |  |  |  |
| Fonte: Ministero dell'interno                                                  |                                  |                                         |         |       |  |  |  |  |  |

#### VIII legislatura
|                                                                                | Tommaso Morlino ✔️ Eletto | Democrazia Cristiana                         | 77 754  | 49,61 |  |  |  |  |  |
|                                                                                | E. Bergamaschi            | Partito Comunista Italiano                   | 35 060  | 22,37 |  |  |  |  |  |
|                                                                                | Gianni Brera              | Partito Socialista Italiano                  | 18 587  | 11,86 |  |  |  |  |  |
|                                                                                | D. Bonaccorsi             | Partito Socialista Democratico Italiano      | 6 031   | 3,85  |  |  |  |  |  |
|                                                                                | C. Rusconi                | Partito Liberale Italiano                    | 5 996   | 3,83  |  |  |  |  |  |
|                                                                                | F. Ceresa                 | Partito Repubblicano Italiano                | 4 543   | 2,90  |  |  |  |  |  |
|                                                                                | Antonio Somasca           | Movimento Sociale Italiano                   | 3 650   | 2,33  |  |  |  |  |  |
|                                                                                | A. Consonni               | Partito Radicale                             | 3 272   | 2,09  |  |  |  |  |  |
|                                                                                | Pierfranco Mastalli       | Nuova Sinistra Unita                         | 1 126   | 0,72  |  |  |  |  |  |
|                                                                                | A. Mussi                  | Costituente di Destra - Democrazia Nazionale | 712     | 0,45  |  |  |  |  |  |
| Totale                                                                         | Totale                    | Totale                                       | 156 731 | 100   |  |  |  |  |  |
|                                                                                |                           |                                              |         |       |  |  |  |  |  |
| Voti non validi                                                                | Voti non validi           | Voti non validi                              | 8 148   | 4,94  |  |  |  |  |  |
| Votanti                                                                        | Votanti                   | Votanti                                      | 164 879 | 95,70 |  |  |  |  |  |
| Elettori                                                                       | Elettori                  | Elettori                                     | 172 284 |       |  |  |  |  |  |
|                                                                                |                           |                                              |         |       |  |  |  |  |  |
| Nota: quorum del 65% non raggiunto; ripartizione dei seggi a livello regionale |                           |                                              |         |       |  |  |  |  |  |
| Data: 3 giugno 1979                                                            |                           |                                              |         |       |  |  |  |  |  |
| Fonte: Ministero dell'interno                                                  |                           |                                              |         |       |  |  |  |  |  |

#### IX legislatura
|                                                                                | Maria Paola Colombo Svevo ✔️ Eletta | Democrazia Cristiana                    | 64 844  | 41,44 |  |  |  |  |  |
|                                                                                | Giovanna Maria Rusconi Vassena      | Partito Comunista Italiano              | 33 381  | 21,33 |  |  |  |  |  |
|                                                                                | Pietro Oriana                       | Partito Socialista Italiano             | 19 192  | 12,26 |  |  |  |  |  |
|                                                                                | Pietro Fiocchi ✔️ Eletto            | Partito Liberale Italiano               | 14 037  | 8,97  |  |  |  |  |  |
|                                                                                | Gianni Carlo Rossellini             | Partito Repubblicano Italiano           | 7 828   | 5,00  |  |  |  |  |  |
|                                                                                | Carlo Castelli                      | Partito Socialista Democratico Italiano | 4 888   | 3,12  |  |  |  |  |  |
|                                                                                | Giovanni Maria Sala                 | Movimento Sociale Italiano              | 4 644   | 2,97  |  |  |  |  |  |
|                                                                                | Pierfranco Mastalli                 | Democrazia Proletaria                   | 2 598   | 1,66  |  |  |  |  |  |
|                                                                                | Alberto Consonni                    | Partito Radicale                        | 2 330   | 1,49  |  |  |  |  |  |
|                                                                                | Alberto Rossi                       | Partito Nazionale Pensionati            | 2 226   | 1,42  |  |  |  |  |  |
|                                                                                | Maria Anela Cerami Spallina         | Partito Cristiano Azione Sociale        | 300     | 0,19  |  |  |  |  |  |
|                                                                                | Celestina Colombo Gerra             | Lista per Trieste                       | 218     | 0,14  |  |  |  |  |  |
| Totale                                                                         | Totale                              | Totale                                  | 156 486 | 100   |  |  |  |  |  |
|                                                                                |                                     |                                         |         |       |  |  |  |  |  |
| Voti non validi                                                                | Voti non validi                     | Voti non validi                         | 11 467  | 6,83  |  |  |  |  |  |
| Votanti                                                                        | Votanti                             | Votanti                                 | 167 953 | 93,10 |  |  |  |  |  |
| Elettori                                                                       | Elettori                            | Elettori                                | 180 402 |       |  |  |  |  |  |
|                                                                                |                                     |                                         |         |       |  |  |  |  |  |
| Nota: quorum del 65% non raggiunto; ripartizione dei seggi a livello regionale |                                     |                                         |         |       |  |  |  |  |  |
| Data: 26 giugno 1983                                                           |                                     |                                         |         |       |  |  |  |  |  |
| Fonte: Ministero dell'interno                                                  |                                     |                                         |         |       |  |  |  |  |  |

#### X legislatura
|                                                                                | Cesare Golfari ✔️ Eletto | Democrazia Cristiana                    | 67 958  | 40,87 |  |  |  |  |  |
|                                                                                | G. Riva Pessina          | Partito Comunista Italiano              | 30 339  | 18,25 |  |  |  |  |  |
|                                                                                | Pierluigi Polverari      | Partito Socialista Italiano             | 28 449  | 17,11 |  |  |  |  |  |
|                                                                                | Pietro Fiocchi           | Partito Liberale Italiano               | 9 741   | 5,86  |  |  |  |  |  |
|                                                                                | S. Bazzan Delmirani      | Lega Lombarda                           | 5 707   | 3,43  |  |  |  |  |  |
|                                                                                | A. Vieti                 | Movimento Sociale Italiano              | 5 060   | 3,04  |  |  |  |  |  |
|                                                                                | R. R. Castagnedi         | Partito Repubblicano Italiano           | 4 904   | 2,95  |  |  |  |  |  |
|                                                                                | F. A. M. Villa           | Lista Verde                             | 3 923   | 2,36  |  |  |  |  |  |
|                                                                                | Alberto Consonni         | Partito Radicale                        | 3 292   | 1,98  |  |  |  |  |  |
|                                                                                | Pierfranco Mastalli      | Democrazia Proletaria                   | 3 163   | 1,90  |  |  |  |  |  |
|                                                                                | A. Carli                 | Partito Socialista Democratico Italiano | 2 670   | 1,61  |  |  |  |  |  |
|                                                                                | A. Malnati               | Liga Veneta-Pensionati Uniti            | 867     | 0,52  |  |  |  |  |  |
|                                                                                | O. Lill                  | Alleanza Popolare Pensionati            | 204     | 0,12  |  |  |  |  |  |
| Totale                                                                         | Totale                   | Totale                                  | 166 277 | 100   |  |  |  |  |  |
|                                                                                |                          |                                         |         |       |  |  |  |  |  |
| Voti non validi                                                                | Voti non validi          | Voti non validi                         | 8 747   | 5,00  |  |  |  |  |  |
| Votanti                                                                        | Votanti                  | Votanti                                 | 175 024 | 93,12 |  |  |  |  |  |
| Elettori                                                                       | Elettori                 | Elettori                                | 187 961 |       |  |  |  |  |  |
|                                                                                |                          |                                         |         |       |  |  |  |  |  |
| Nota: quorum del 65% non raggiunto; ripartizione dei seggi a livello regionale |                          |                                         |         |       |  |  |  |  |  |
| Data: 14 giugno 1987                                                           |                          |                                         |         |       |  |  |  |  |  |
| Fonte: Ministero dell'interno                                                  |                          |                                         |         |       |  |  |  |  |  |

#### XI legislatura
|                                                                                | Cesare Golfari ✔️ Eletto | Democrazia Cristiana                    | 53 319  | 29,77 |  |  |  |  |  |
|                                                                                | Luigi Roveda ✔️ Eletto   | Lega Lombarda                           | 40 247  | 22,47 |  |  |  |  |  |
|                                                                                | Italo Bruseghini         | Partito Socialista Italiano             | 23 705  | 13,24 |  |  |  |  |  |
|                                                                                | Pio Galli                | Partito Democratico della Sinistra      | 17 179  | 9,59  |  |  |  |  |  |
|                                                                                | Pietro Fiocchi           | Partito Liberale Italiano               | 7 693   | 4,30  |  |  |  |  |  |
|                                                                                | Giovanni Manzoni         | Partito della Rifondazione Comunista    | 6 620   | 3,70  |  |  |  |  |  |
|                                                                                | Pierfranco Mastalli      | Federazione dei Verdi                   | 5 558   | 3,10  |  |  |  |  |  |
|                                                                                | Pietro Vismara           | Partito Repubblicano Italiano           | 5 021   | 2,80  |  |  |  |  |  |
|                                                                                | Eugenio Miccini          | Lega Alpina Lumbarda                    | 3 828   | 2,14  |  |  |  |  |  |
|                                                                                | Giuseppe Invitti         | Movimento Sociale Italiano              | 3 663   | 2,05  |  |  |  |  |  |
|                                                                                | Franca Filiberti         | La Lega Casalinghe-Pensionati           | 2 350   | 1,31  |  |  |  |  |  |
|                                                                                | Gillo Dorfles            | Lista Marco Pannella                    | 2 105   | 1,18  |  |  |  |  |  |
|                                                                                | Antonio Natale           | Partito Pensionati                      | 1 874   | 1,05  |  |  |  |  |  |
|                                                                                | Natale Ghisleni          | Lega Lombardia Europea                  | 1 837   | 1,03  |  |  |  |  |  |
|                                                                                | Paolo Macchi             | Alleanza Lombarda Autonomia             | 1 119   | 0,62  |  |  |  |  |  |
|                                                                                | Angelo Curtoni           | Sì Referendum                           | 1 116   | 0,62  |  |  |  |  |  |
|                                                                                | Adelio Frigerio          | Partito Socialista Democratico Italiano | 1 097   | 0,61  |  |  |  |  |  |
|                                                                                | Enrico Mores             | Caccia Pesca Ambiente                   | 350     | 0,20  |  |  |  |  |  |
|                                                                                | Sergio Pontiggia         | Federalismo - Pensionati Uomini Vivi    | 224     | 0,13  |  |  |  |  |  |
|                                                                                | Alberto Botta            | Movimento Fascismo e Libertà            | 187     | 0,10  |  |  |  |  |  |
| Totale                                                                         | Totale                   | Totale                                  | 179 092 | 100   |  |  |  |  |  |
|                                                                                |                          |                                         |         |       |  |  |  |  |  |
| Voti non validi                                                                | Voti non validi          | Voti non validi                         | 8 678   | 4,62  |  |  |  |  |  |
| Votanti                                                                        | Votanti                  | Votanti                                 | 187 770 | 93,34 |  |  |  |  |  |
| Elettori                                                                       | Elettori                 | Elettori                                | 201 160 |       |  |  |  |  |  |
|                                                                                |                          |                                         |         |       |  |  |  |  |  |
| Nota: quorum del 65% non raggiunto; ripartizione dei seggi a livello regionale |                          |                                         |         |       |  |  |  |  |  |
| Data: 5 aprile 1992                                                            |                          |                                         |         |       |  |  |  |  |  |
| Fonte: Ministero dell'interno                                                  |                          |                                         |         |       |  |  |  |  |  |

## 1993-2005

### Territorio
Il collegio di Lecco era uno dei 31 collegi uninominali in cui era suddivisa la Lombardia; come previsto dal D.Lgs. del 20 dicembre 1993 n. 535, era compreso nelle province di Bergamo e di Lecco e comprendeva i seguenti comuni: Airuno, Almenno San Bartolomeo, Almenno San Salvatore, Ambivere, Ballabio, Barzana, Bedulita, Berbenno, Blello, Brembate di Sopra, Brembilla, Brivio, Brumano, Calco, Calolziocorte, Calusco d'Adda, Capizzone, Caprino Bergamasco, Carenno, Carvico, Casatenovo, Castello di Brianza, Cernusco Lombardone, Chignolo d'Isola, Cisano Bergamasco, Colle Brianza, Corna Imagna, Costa Valle Imagna, Dolzago, Ello, Erve, Fuipiano Valle Imagna, Galbiate, Garlate, Imbersago, Lecco, Lierna, Locatello, Lomagna, Mapello, Medolago, Merate, Missaglia, Monte Marenzo, Montevecchia, Monticello Brianza, Morterone, Olgiate Molgora, Olginate, Osnago, Paderno d'Adda, Palazzago, Perego, Pescate, Pontida, Presezzo, Robbiate, Roncola, Rota d'Imagna, Rovagnate, Santa Maria Hoè, Sant'Omobono Imagna, Sirtori, Solza, Sotto il Monte Giovanni XXIII, Strozza, Suisio, Terno d'Isola, Torre de' Busi, Ubiale Clanezzo, Valgreghentino, Valsecca, Vercurago, Verderio Inferiore, Verderio Superiore, Viganò e Villa d'Adda.

### Eletti
| Elezione | Elezione | Senatore         | Partito                 |
| -------- | -------- | ---------------- | ----------------------- |
|          | 1994     | Luigi Roveda     | Polo delle Libertà (LN) |
|          | 1996     | Roberto Castelli | Lega Nord               |
|          | 2001     | Roberto Castelli | Casa delle Libertà (LN) |

### Dati elettorali

#### XII legislatura
|                               | Luigi Roveda ✔️ Eletto | Polo delle Libertà           | 75 343  | 43,19 |  |  |  |  |  |
|                               | Carlo Secchi           | Patto per l'Italia           | 34 451  | 19,75 |  |  |  |  |  |
|                               | Giovanni Codega        | Progressisti                 | 30 497  | 17,48 |  |  |  |  |  |
|                               | Giancarlo Rovetta      | Lega Alpina Lumbarda         | 11 508  | 6,60  |  |  |  |  |  |
|                               | Giorgio Riva           | Alleanza Nazionale           | 8 235   | 4,72  |  |  |  |  |  |
|                               | Vanda Panzeri          | Lista Pannella - Riformatori | 6 269   | 3,59  |  |  |  |  |  |
|                               | Angelo Marchesi        | Partito Pensionati           | 4 065   | 2,33  |  |  |  |  |  |
|                               | Luigia Mainini         | Lega di Angela Bossi         | 2 924   | 1,68  |  |  |  |  |  |
|                               | Rodolfo Damiani        | Partito della Legge Naturale | 1 142   | 0,65  |  |  |  |  |  |
| Totale                        | Totale                 | Totale                       | 174 434 | 100   |  |  |  |  |  |
|                               |                        |                              |         |       |  |  |  |  |  |
| Voti non validi               | Voti non validi        | Voti non validi              | 9 537   | 5,18  |  |  |  |  |  |
| Votanti                       | Votanti                | Votanti                      | 183 971 | 99,98 |  |  |  |  |  |
| Elettori                      | Elettori               | Elettori                     | 184 000 |       |  |  |  |  |  |
|                               |                        |                              |         |       |  |  |  |  |  |
| Data: 27-28 marzo 1994        |                        |                              |         |       |  |  |  |  |  |
| Fonte: Ministero dell'interno |                        |                              |         |       |  |  |  |  |  |

#### XIII legislatura
|                               | Roberto Castelli ✔️ Eletto | Lega Nord                                | 58 651  | 33,30 |  |  |  |  |  |
|                               | Vittorio Addis             | L'Ulivo                                  | 57 986  | 32,93 |  |  |  |  |  |
|                               | Pietro Fiocchi             | Polo per le Libertà                      | 47 784  | 27,13 |  |  |  |  |  |
|                               | Claudio Conter             | Lega per l'Autonomia - Alleanza Lombarda | 4 532   | 2,57  |  |  |  |  |  |
|                               | Olivia Ratti               | Lista Pannella-Sgarbi                    | 2 682   | 1,52  |  |  |  |  |  |
|                               | Giovanni Rossi             | Movimento Sociale Fiamma Tricolore       | 1 956   | 1,11  |  |  |  |  |  |
|                               | Giovanni Luigi Panzeri     | Partito Socialista                       | 1 292   | 0,73  |  |  |  |  |  |
|                               | Maria Rosa Capelli         | Federazione Liste Civiche                | 1 223   | 0,69  |  |  |  |  |  |
| Totale                        | Totale                     | Totale                                   | 176 106 | 100   |  |  |  |  |  |
|                               |                            |                                          |         |       |  |  |  |  |  |
| Voti non validi               | Voti non validi            | Voti non validi                          | 8 894   | 4,81  |  |  |  |  |  |
| Votanti                       | Votanti                    | Votanti                                  | 185 000 | 89,82 |  |  |  |  |  |
| Elettori                      | Elettori                   | Elettori                                 | 205 962 |       |  |  |  |  |  |
|                               |                            |                                          |         |       |  |  |  |  |  |
| Data: 21 aprile 1996          |                            |                                          |         |       |  |  |  |  |  |
| Fonte: Ministero dell'interno |                            |                                          |         |       |  |  |  |  |  |

#### XIV legislatura
|                               | Roberto Castelli ✔️ Eletto | Casa delle Libertà                       | 75 312  | 41,71 |  |  |  |  |  |
|                               | Italo Bruseghini           | L'Ulivo                                  | 63 640  | 35,24 |  |  |  |  |  |
|                               | Giancarlo Rovetta          | Lega per l'Autonomia - Alleanza Lombarda | 15 671  | 8,68  |  |  |  |  |  |
|                               | Gian Carlo Valsecchi       | Lista Di Pietro                          | 6 779   | 3,75  |  |  |  |  |  |
|                               | Francesco Colotta          | Partito della Rifondazione Comunista     | 6 773   | 3,75  |  |  |  |  |  |
|                               | Olivia Ratti               | Lista Pannella-Bonino                    | 3 824   | 2,12  |  |  |  |  |  |
|                               | Giuseppe Barlassina        | Democrazia Europea                       | 3 174   | 1,76  |  |  |  |  |  |
|                               | Aquilino Gargantini        | Partito Pensionati                       | 2 602   | 1,44  |  |  |  |  |  |
|                               | Caterina Redaelli          | Fiamma Tricolore                         | 1 755   | 0,97  |  |  |  |  |  |
|                               | Laura Guglielmi            | Forza Nuova                              | 497     | 0,28  |  |  |  |  |  |
|                               | Giuseppe Pellegrinelli     | Liberaldemocratici Basta                 | 279     | 0,15  |  |  |  |  |  |
|                               | Enrico Monici              | Partito Liberal-Popolare                 | 261     | 0,14  |  |  |  |  |  |
| Totale                        | Totale                     | Totale                                   | 180 567 | 100   |  |  |  |  |  |
|                               |                            |                                          |         |       |  |  |  |  |  |
| Voti non validi               | Voti non validi            | Voti non validi                          | 10 621  | 5,56  |  |  |  |  |  |
| Votanti                       | Votanti                    | Votanti                                  | 191 188 | 87,05 |  |  |  |  |  |
| Elettori                      | Elettori                   | Elettori                                 | 219 634 |       |  |  |  |  |  |
|                               |                            |                                          |         |       |  |  |  |  |  |
| Data: 13 maggio 2001          |                            |                                          |         |       |  |  |  |  |  |
| Fonte: Ministero dell'interno |                            |                                          |         |       |  |  |  |  |  |